# معسكر (تكتل سياسي)

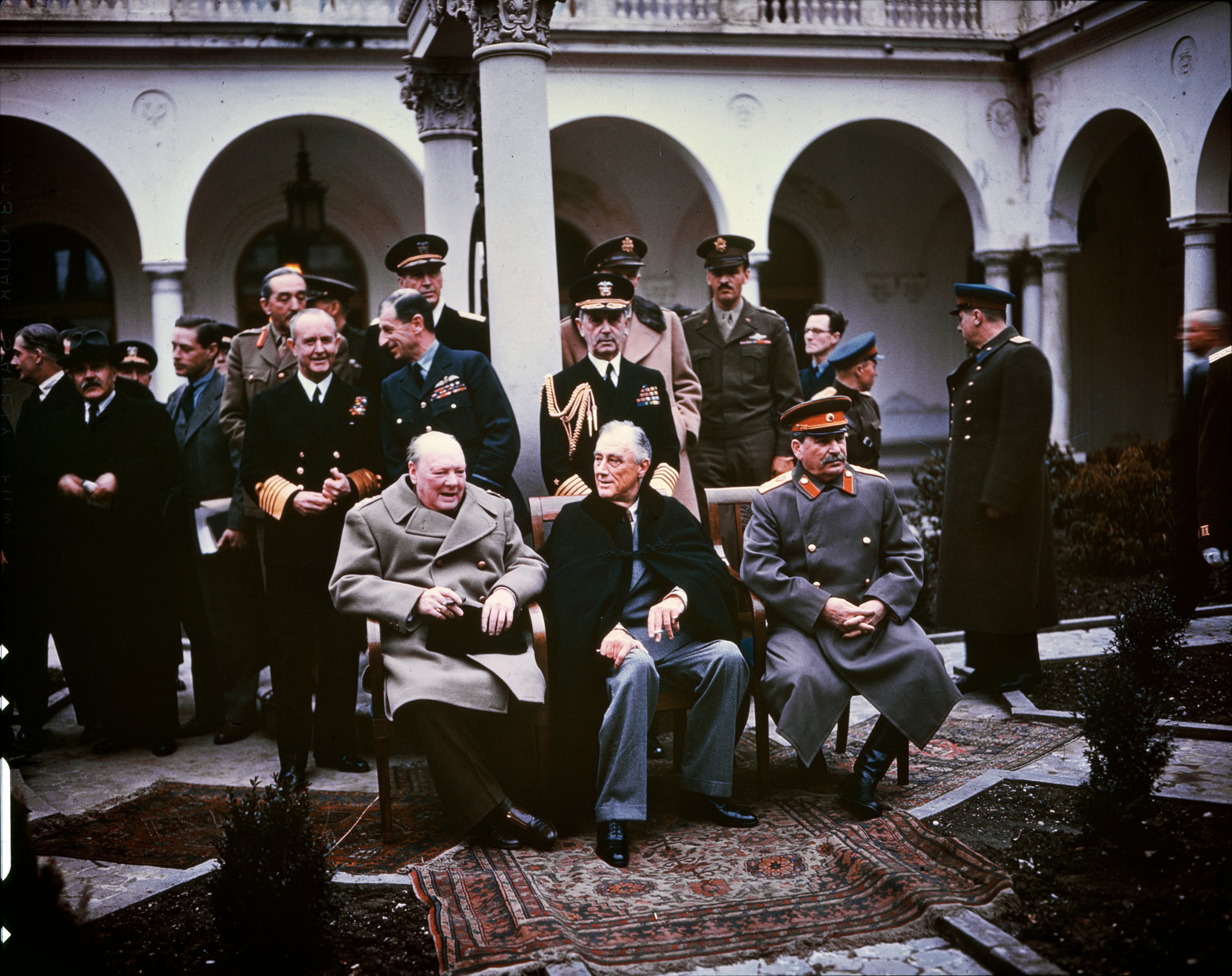
مؤتمر يالتا: نهاية الحرب العالمية الثانية وبداية الحرب الباردة بين المعسكرين الغربي بزعامة الولايات المتحدة الأمريكية، والشرقي بزعامة الاتحاد السفياتي

المعسكر وهو تكتل سياسي بين مجموعة من الدول تتحكم فيها مصالح جيوسياسية ذات توجه إيديولوجي واحد، تجتمع على مصالح عميقة ترتبط بأهداف جيوسياسية مشتركة، وغالبا ما يتزعم المعسكر دولة كبرى (مركز) لها تأثير كبير على حلفائها.
ويبقى المعسكرين الشرقي والغربي أهم التكثلات السياسية التي عرفها التاريخ المعاصر، بين الرأسمالية الغربية بزعامة الولايات المتحدة الأمريكية موازيا للمعسكر الشرقي الإشتراكية بزعامة الإتحاد السوفياتي.

## وصلات خارجية
- كتاب بعنوان 48 ساعة انهت الحرب الباردة

## طالع أيضًا
- معسكر غربي
- المعسكر الشرقي
- تجريد عسكري
- التسلسل الزمني لأحداث الحرب الباردة
- جمعية العلاقات الثقافية مع الدول الأجنبية
- لجنة الأمم العشر لنزع السلاح